# الكافية الشافية في الانتصار للفرقة الناجية
الكافية الشافية في الانتصار للفرقة الناجية أو نونية ابن القيم أو القصيدة النونية كتاب في العقيدة وأصول الدين، ألفه ابن قيم الجوزية (691 هـ 751 هـ - 1292 1349), يتناول الكتاب أصول العقيدة عند السلف الصالح وتبيانها والرد على مخالفيها ونقض حججهم وكشف شبهاتهم وتمويهاتهم،
ولم يدع الناظم ابن القيم في كتابه أصلا من أصول عقيدة السلف إلا بينه وأفاض في ذكره، ولم يترك بدعة كبرى أو مبتدعا خطيرا إلا تناوله ورد عليه.
ويعتبر الكتاب أشبه ما يكون بالموسوعة الجامعة لعيون عقائد أهل السنة والجماعة والرد على أعدائها من جهال وضلال وأهل أهواء، وقد كان منهج ابن قيم الجوزية في تأليف كتابه على شكل بيوت شعرية منضومة بالوزن والقافية، وبلغت عدد الأبيات التي نضمها ابن القيم 5842 بيت شعري.

## المؤلف
أَبُو عَبْدِ الله شَمْسُ الدَِينِ مُحَمَّدٌ بْنُ أَبِي بَكرٍ بْنُ أَيُّوبَ بْنُ سَعْدٍ بْنُ حُرَيْزٍ الزُّرْعِيُّ الدِّمَشْقِيُّ الحَنْبَلِيُّ (691هـ - 751هـ/1292م - 1350م) المعروف باسم «اِبْنِ قَيَِمِ الجَوْزِيَّةِ» أو «اِبْنِ القَيَِمِ». هُوَ فقيه ومحدّث ومفسَر وعالم مسلم مجتهد وواحد من أبرز أئمّة المذهب الحنبلي في النصف الأول من القرن الثامن الهجري. نشأ ابن القيم حنبليّ المذهب؛ فقد كان والده «أبو بكر بن أيوب الزرعي» قيّماً على «المدرسة الجوزية الحنبلية»، وعندما شبَّ واتّصل بشيخه ابن تيميّة حصل تحوّل بحياته العلمية، فأصبح لا يلتزم في آرائه وفتاويه بما جاء في المذهب الحنبلي إلا عن اقتناع وموافقة الدليل من الكتاب والسنة ثم على آراء الصحابة وآثار السلف، ولهذا يعتبره العلماء أحد المجتهدين.
وُلد ابن القيم سنة 691 هـ المُوافِقة لسنة 1292م، فنشأ في مدينة دمشق، واتجه لطلب العلم في سن مبكرة، فأخذ عن عدد كبير من الشيوخ في مختلف العلوم منها التفسير والحديث والفقه والعربية، وقد كان ابن تيمية أحد أبرز شيوخه، حيث التقى به في سنة 712هـ/1313م، فلازمه حتى وفاته في سنة 728هـ/1328م، فأخذ عنه علماً جمّاً واتسع مذهبُه ونصرَه وهذّبَ كتبه، وقد كانت مدة ملازمته له سبعة عشر عاماً تقريباً. وقد تولى ابن قيم الجوزية الإمامة في «المدرسة الجوزية»، والتدريس في «المدرسة الصدرية» في سنة 743هـ.

## المخطوطات
من المخطوطات المعتمدة في طبعة دار عالم الفوائد في مكة مخطوطة كتبت سنة 782 هـ وهي محفوظة في مكتبة الرياض السعودية بدار الإفتاء في الرياض.

## ردود
ألف تقي الدين السبكي كتاب في الرد عليه وسماه «السيف الصقيل في الرد على ابن زفيل»
ألف الشيخ نواف الشمري كتاب في الرد على السبكي وحاشية الكوثري وسماه « البروق السلفية في الدفاع عن نونية ابن قيم الجوزية »

## وصلات خارجية
- تصفح كتاب الكافية الشافية في الانتصار للفرقة الناجية